# Michael Johnston
Pour les articles homonymes, voir Michael Johnston (homonymie) et Johnston.
Michael Johnston (né le 16 décembre 1987) est un footballeur gallois évoluant au poste de défenseur dans le club de Bangor City.
Il est champion du pays de Galles 2010-2011.

## Biographie
Après avoir été formé dans le club anglais de Tranmere Rovers où il fait partie de l'équipe réserve, sans toutefois être jamais intégré à l'équipe première, Michael Johnston est prêté lors de la saison 2007-2008 à Bangor City, qui évolue dans le championnat gallois. À l'issue de la saison et après avoir joué 29 matchs et reçu le titre de meilleur joueur du club, il est laissé libre par Tranmere et Bangor City le recrute. Il s'établit dès lors dans l'équipe première dont il devient un des éléments cadres de la défense. Il est réputé pour la solidité de ses interventions et notamment son sens du jeu aérien.
Johnston a joué au niveau international et a représenté le pays de Galles en moins de 17 ans et moins de 19 ans et côtoyé des joueurs tels que Joe Ledley et Wayne Hennessey.

## Palmarès
Bangor City
- Championnat
  - Vainqueur : 2011.
- Coupe du pays de Galles
  - Vainqueur : 2008, 2009 et 2010.
- Coupe de la Ligue
  - Vainqueur : 2009.